# ApQ EL
ApQ EL AB är ett elteknikföretag grundat i juni 2000 i Malmö av Andreas Qvarfort med namnet ApQ EL AB (Andreas Petter Qvarfort Elektriska AB). Företaget har sin huvudsakliga verksamhet i Skåne med huvudkontor i Malmö och filialer i Lund, Helsingborg, Trelleborg och Kristianstad. Sedan juni 2012 finns även ett kontor i Stockholm.
ApQ El AB hade under 2019 210 anställda.

## Historia
År 2006 blev ApQ EL AB Gasellvinnare och ett av regionens snabbast växande företag. I november 2008 blev ApQ Gasellvinnare för andra gången som ett av regionens snabbast växande företag.
Maj 2010 blev ApQ EL AB av tidningen Affärsvärlden utsett till Sveriges snabbast växande företag. För att bli nominerad krävdes att företaget vuxit med ett genomsnitt på tjugofem procent per år de senaste sex åren. Detta priset fick ApQ EL även 2011.